# Ewoud Leefland
Ewoud Leefland (1952/1953 – maart 1987) was een Surinaamse voetballer en militair. Hij behoorde tot de Groep van 16 die in 1980 de staatsgreep pleegde. Hij sneuvelde tijdens een hinderlaag in de Binnenlandse Oorlog.

## Biografie
Ewoud Leefland speelde voetbal op hoog niveau. In 1975 maakte hij deel uit van de selectie van SV Robinhood tijdens de competitie van de Concacaf.
Hij behoorde tot de Groep van 16 die op 25 februari 1980 een staatsgreep pleegde – de zogeheten Sergeantencoup – waarbij de democratisch gekozen regering van premier Henck Arron werd afgezet. Rond 1983 werkte hij als veiligheidsofficier op Luchthaven Zanderij.

### Decembermoorden
Een naar Nederland gevluchte officier verklaarde over de Decembermoorden in 1982 dat legerleider Desi Bouterse deze had uitgesteld in afwachting van een levering van twee jeeps met raketwerpers uit Venezuela. Leefland volgde speciaal een springstoffenopleiding in de Verenigde Staten om deze wapens te kunnen bedienen, aangezien het leger nog niet eerder over 3,5 duims raketten beschikte. Kort voor de moorden werden de raketten ingezet om de gebouwen van de Moederbond, Radio ABC en De Vrije Stem in brand te schieten.
Leefland maakte samen met Guno Mahadew het bewuste bezoek aan André Kamperveen om hem vast te zetten. Kamperveen weigerde aanvankelijk mee te gaan, maar staakte zijn verzet nadat de militairen zijn hond doodschoten. Bouterse selecteerde Leefland als lid van het executiepeloton, samen met de vertrouwelingen Ruben Rozendaal, Roy Esajas, Guno Mahadew en Roy Tolud.
Volgens een van de ondervraagden tijdens het onderzoek van de VN-gezant Amos Wako zou Leefland hem hebben verteld dat Bouterse een voor een met de vijftien slachtoffers had gesproken. In de periode daarna zou Leefland buitensporig veel hebben gedronken om de herinneringen aan de moorden te verdringen.

### Binnenlandse Oorlog
Leefland was half inheems en was tijdens de Binnenlandse Oorlog de voortrekker van de Delta Force, een elite-eenheid van het leger die bestond uit inheemsen. Dankzij hun kennis van het binnenland waren zij beter inzetbaar tijdens de gevechten daar tegen het Junglecommando van Ronnie Brunswijk. Op of vóór 12 maart 1987 leidde hij een opsporingspatrouille in Witagron, toen hij tijdens een hinderlaag vanuit een woning zwaar gewond raakte door kogels. Volgens getuigen was hij nog in leven toen hij met benzine werd overgoten en verbrand.